# Municipio de Vetrino
El municipio de Vetrino (en búlgaro: Община Ветрино) es un municipio búlgaro perteneciente a la provincia de Varna.
En 2011 tiene 5415 habitantes, el 63,84% búlgaros, el 17,95% turcos y el 2,66% gitanos. La capital municipal es Vetrino y la localidad más poblada es Belogradets.
Su término municipal comprende un área rural del oeste de la provincia y es limítrofe con la provincia de Shumen.

## Pueblos
| Pueblo         | Cirílico      | Población (diciembre de 2009) |
| -------------- | ------------- | ----------------------------- |
| Vetrino        | Ветрино       | 1036                          |
| Belogradets    | Белоградец    | 1226                          |
| Dobroplodno    | Доброплодно   | 894                           |
| Gabarnitsa     | Габърница     | 96                            |
| Mlada Gvardiya | Млада гвардия | 335                           |
| Momchilovo     | Момчилово     | 192                           |
| Nevsha         | Невша         | 648                           |
| Neofit Rilski  | Неофит Рилски | 921                           |
| Sredno Selo    | Средно село   | 59                            |
| Yagnilo        | Ягнило        | 295                           |
| Total          |               | 5702                          |